# Радослав Лукаєв
Радослав Лукаєв (нар. 24 квітня 1982) — колишній болгарський тенісист.
Найвищу одиночну позицію світового рейтингу — 229 місце досяг 23 вересня 2002, парну — 301 місце — 5 травня 2003 року.
Здобув 1 парний титул.
Завершив кар'єру 2005 року.

## Рейтинг на кінець року
| Рік              | 1999 | 2000 | 2001 | 2002 | 2003 | 2004 | 2005 |
| Одиночний розряд | 1225 | 922  | 384  | 249  | 594  | 678  | 441  |
| Парний розряд    | 1164 | 693  | 741  | 311  | 532  | 1277 | 495  |

## Фінали челленджерів і ф'ючерсів

### Одиночний розряд: 5 (4–1)
| Легенда (одиночний розряд) |
| -------------------------- |
| Тур ATP Челленджер (0–0)   |
| ITF Ф'ючерс (4–1)          |

| Титули за покриттям |
| ------------------- |
| Тверде (1–0)        |
| Ґрунт (3–1)         |
| Трава (0–0)         |
| Килим (0–0)         |

| Результат | В-П | Дата     | Турнір                | Рівень  | Покриття | Суперник           | Рахунок            |
| --------- | --- | -------- | --------------------- | ------- | -------- | ------------------ | ------------------ |
| Перемога  | 1–0 | Сер 2001 | Латвія F1, Юрмала     | Ф'ючерс | Ґрунт    | Маріуш Фирстенберг | 6–2, 0–6, 6–2      |
| Перемога  | 2–0 | Сер 2001 | Литва F1, Вільнюс     | Ф'ючерс | Ґрунт    | Йон Вальмарк       | 7–6(7–3), 1–6, 6–3 |
| Перемога  | 3–0 | Тра 2002 | Німеччина F3, Мангайм | Ф'ючерс | Ґрунт    | Ян Вайнцірль       | 6–3, 1–6, 7–6(7–2) |
| Поразка   | 3–1 | Чер 2002 | Франція F11, Тулон    | Ф'ючерс | Ґрунт    | Орлін Станойчев    | 2–6, 6–0, 5–7      |
| Перемога  | 4–1 | Чер 2005 | Туреччина F3, Стамбул | Ф'ючерс | Тверде   | Предраг Русевський | 6–2, 6–3           |

### Парний розряд: 10 (3–7)
| Легенда (парний розряд)  |
| ------------------------ |
| Тур ATP Челленджер (1–2) |
| ITF Ф'ючерс (2–5)        |

| Титули за покриттям |
| ------------------- |
| Тверде (1–1)        |
| Ґрунт (1–6)         |
| Трава (0–0)         |
| Килим (1–0)         |

| Результат | В-П | Дата     | Турнір                           | Рівень     | Покриття  | Партнер            | Суперники                     | Рахунок                 |
| --------- | --- | -------- | -------------------------------- | ---------- | --------- | ------------------ | ----------------------------- | ----------------------- |
| Поразка   | 0–1 | Вер 2000 | Софія, Болгарія                  | Челленджер | Ґрунт     | Лубен Пампулов     | Деян Петрович Орлін Станойчев | 2–6, 7–6(7–5), 6–7(6–8) |
| Поразка   | 0–2 | Лип 2001 | Республіка Македонія F3, Скоп'є  | Ф'ючерс    | Тверде    | Предраг Русевський | Тодор Енев Милен Велев        | 2–6, 5–7                |
| Поразка   | 0–3 | Сер 2001 | Литва F1, Вільнюс                | Ф'ючерс    | Ґрунт     | Майт Кюннап        | Лаурі Кійскі Теро Вілен       | 2–6, 6–3, 5–7           |
| Перемога  | 1–3 | Бер 2002 | Франція F8, Мелен (Сена і Марна) | Ф'ючерс    | Килим (i) | Маріуш Фирстенберг | Тодор Енев Дмитро Власов      | 6–2, 6–2                |
| Поразка   | 1–4 | Тра 2002 | Німеччина F3, Мангайм            | Ф'ючерс    | Ґрунт     | Лубен Пампулов     | Флоріан Єшонек Іво Клець      | w/o                     |
| Поразка   | 1–5 | Чер 2002 | Німеччина F7, Трір               | Ф'ючерс    | Ґрунт     | Гамід Мірзаде      | Бернардо Мота Дієго Мояно     | 6–1, 1–6, 4–6           |
| Поразка   | 1–6 | Чер 2002 | Франція F11, Тулон               | Ф'ючерс    | Ґрунт     | Дмитро Томашевич   | Сільвен Шарр'є Джон Тіволь    | w/o                     |
| Перемога  | 2–6 | Тра 2003 | Нью-Делі, Індія                  | Челленджер | Тверде    | Дмитро Власов      | Джонатан Ерліх Енді Рам       | 7–6(8–6), 4–6, 6–2      |
| Перемога  | 3–6 | Лип 2002 | Сербія та Чорногорія F4, Белград | Ф'ючерс    | Ґрунт     | Тодор Енев         | Стефан Робер Ксав'є Одуа      | 6–4, 6–7(7–9), 6–4      |
| Поразка   | 3–7 | Сер 2005 | Тімішоара, Румунія               | Челленджер | Ґрунт     | Ілія Кушев         | Йонуц Молдован Габр'єл Морару | 2–6, 0–6                |

- w/o = Без гри

## Кубок Девіса
Радослав Лукаєв дебютував за збірну Болгарії в Кубку Девіса 2000 року. Його відношення виграшів до поразок становить 4–3 в одиночному розряді й 3–2 - у парному (7–5 загалом).

### Одиночний розряд (4–3)
| Розіграш                         | Раунд | Дата            | Покриття  | Суперник           | W/L | Результат                    |
| -------------------------------- | ----- | --------------- | --------- | ------------------ | --- | ---------------------------- |
| Група II зони Європа/Африка 2003 | R1    | 4 квітня 2003   | Килим (I) | Андрій Дерновський | W   | 6–3, 6–7(6–8), 6–3, 6–2      |
| Група II зони Європа/Африка 2003 | R1    | 6 квітня 2003   | Килим (I) | Орест Терещук      | L   | 6–3, 3–6, 6–7(7–9), 3–6      |
| Група II зони Європа/Африка 2003 | ЧФ    | 11 липня 2003   | Ґрунт     | Борис Пашанскі     | W   | 3–6, 6–4, 6–7(3–7), 6–4, 6–4 |
| Група II зони Європа/Африка 2003 | ЧФ    | 14 липня 2003   | Ґрунт     | Янко Типсаревич    | L   | 3–6, 1–6, 3–6                |
| Група II зони Європа/Африка 2005 | ЧФ    | 15 липня 2005   | Ґрунт     | Яркко Ніємінен     | L   | 6–7(4–7), 3–6, 2–6           |
| Група II зони Європа/Африка 2005 | ЧФ    | 17 липня 2005   | Ґрунт     | Туомас Кетола      | W   | 7–6(7–5), 6–4, 6–1           |
| Група II зони Європа/Африка 2005 | ПФ    | 23 вересня 2005 | Тверде    | Сергій Ярошенко    | W   | 6–4, 6–4, 7–6(7–4)           |

### Парний розряд (3–2)
| Розіграш                         | Раунд | Дата            | Партнер    | Покриття  | Суперники                        | W/L | Результат               |
| -------------------------------- | ----- | --------------- | ---------- | --------- | -------------------------------- | --- | ----------------------- |
| Група II зони Європа/Африка 2000 | RPO   | 22 липня 2000   | Тодор Енев | Ґрунт     | Джонатан Ерліх Харел Леві        | W   | 6–4, 7–5, 7–6(7–5)      |
| Група II зони Європа/Африка 2003 | R1    | 5 квітня 2003   | Тодор Енев | Килим (I) | Андрій Дерновський Орест Терещук | W   | 6–3, 6–4, 6–4           |
| Група II зони Європа/Африка 2003 | ЧФ    | 13 липня 2003   | Тодор Енев | Ґрунт     | Деян Петрович Ненад Зімоньїч     | L   | 3–6, 1–6, 2–6           |
| Група II зони Європа/Африка 2005 | ЧФ    | 16 липня 2005   | Ілія Кушев | Ґрунт     | Яркко Ніємінен Лаурі Кійскі      | W   | 7–5, 6–3, 6–7(5–7), 6–3 |
| Група II зони Європа/Африка 2005 | ПФ    | 24 вересня 2005 | Ілія Кушев | Тверде    | Михайло Філіма Орест Терещук     | L   | 4–6, 2–6, 6–7(3–7)      |

- RPO = Плей-оф на вибуття